# Aeolesthes basicornis
Aeolesthes basicornis är en skalbaggsart som beskrevs av Charles Joseph Gahan 1893. Aeolesthes basicornis ingår i släktet Aeolesthes och familjen långhorningar. Inga underarter finns listade i Catalogue of Life.